# Канадський щит 2025
«Канадський Щит» 2025 (англ. Canadian Shield) — міжнародний футбольний турнір, що відбувався у Торонто (Канада) з 7 по 10 червня 2025 року.
У змаганні беруть участь чотири національні збірні: Канади, України, Нової Зеландії та Кот-д’Івуару. Турнір вважається неофіційним спадкоємцем Кубка Канади, який проходив у 1990-х роках.
Для української збірної участь у «Канадському щиті» стане можливістю перевірити склад і зіграти проти представників різних футбольних континентів напередодні офіційних матчів.

## Формат
Кожна команда зіграє два матчі, загалом на турнірі команди проведуть чотири матчі. За регламентом за перемогу нараховуються три очки, за перемогу у серії післяматчевих пенальті – два, а за поразку у серії післяматчевих пенальті – одне. У всіх матчах буде переможець, і після 90 хвилин гри (плюс компенсований час) одразу починається серія пенальті. Команда, яка набере найбільшу кількість очок після завершення турніру, стане переможцем.

## Арена
| БМО Філд Місткість: 28 180 |
| -------------------------- |
|                            |
| Канада – Торонто           |

## Команди
| Команда             | Рейтинг ФІФА (квітень 2025) |
| ------------------- | --------------------------- |
| Україна (УЄФА)      | 25                          |
| Канада (КОНКАКАФ)   | 30                          |
| Кот-д'Івуар (КАФ)   | 41                          |
| Нова Зеландія (ОФК) | 86                          |

## Результати

### Таблиця
| Поз | Команда       | М | В | ВП | ПП | П | ГЗ | ГП | Різ | О |
| --- | ------------- | - | - | -- | -- | - | -- | -- | --- | - |
| 1   | Канада (C, H) | 2 | 1 | 0  | 1  | 0 | 4  | 2  | +2  | 4 |
| 2   | Нова Зеландія | 2 | 1 | 0  | 0  | 1 | 2  | 2  | 0   | 3 |
| 3   | Україна       | 2 | 1 | 0  | 0  | 1 | 4  | 5  | −1  | 3 |
| 4   | Кот-д'Івуар   | 2 | 0 | 1  | 0  | 1 | 0  | 1  | −1  | 2 |

### Матчі
| 7 червня 2025 15:30 |

| Канада                                          | 4–2      | Україна                                |
| ----------------------------------------------- | -------- | -------------------------------------- |
| - Д. Девід 4' 24' - П. Девід 31' - Б'юкенен 81' | Протокол | - Забарний 89' - Зінченко 90+2' (пен.) |

| БМО Філд, Торонто Глядачів: 20 145 Арбітр: Хосуе Агілар (Коста-Рика) |

| 7 червня 2025 19:00 |

| Кот-д'Івуар | 0–1      | Нова Зеландія |
| ----------- | -------- | ------------- |
|             | Протокол | - Джаст 41'   |

| БМО Філд, Торонто Арбітр: П'єрр-Люк Лозьєр (Канада) |

| 10 червня 2025 17:00 |

| Нова Зеландія  | 1–2      | Україна                      |
| -------------- | -------- | ---------------------------- |
| - Стаменич 59' | Протокол | - Гуцуляк 54' - Зінченко 75' |

| БМО Філд, Торонто Арбітр: Карлі Шоу-Макларен (Канада) |

| 10 червня 2025 20:30 |

| Канада                                                          | 0–0      | Кот-д'Івуар                                           |
| --------------------------------------------------------------- | -------- | ----------------------------------------------------- |
|                                                                 | Протокол |                                                       |
|                                                                 | Пенальті |                                                       |
| - Д. Девід - Шуаньєр - Корнеліус - Олувасеї - Коне - де Фужроль | 4–5      | - Акпа - Гбане - Бога - Латте Лат - Кесс'є - Діоманде |

| БМО Філд, Торонто Арбітр: Філіп Джуїч (Канада) |